# 小澤國平
小澤 國平（おざわ くにへい、1893年1月17日 － 1980年2月12日）は、日本の郷土史家、考古学者、教員。

## 経歴
埼玉県児玉郡長幡村の立石半五郎の三男として生まれる。1913年埼玉県師範学校師範学科第一部卒業。師範学校に訓導として勤務。1917年、文部省から「博物ノ内植物」の「師範学校、中等学校、高等女学校教員免許状」を授与され、1918年埼玉県立熊谷高等女学校教諭。1920年には「博物科ノ内動物及生理」の「師範学校、中学校、高等女学校教員免許状」を授与される 。1947年熊谷市立桜田中学校校長を経て、1949年熊谷市立女子高等学校校長となり、翌1950年熊谷市立公民館長。
高校の教員として教壇に立つ傍ら、鳥類の観測記録を日本鳥学会の機関誌に投稿を続けた一方で、埼玉郷土会などに活動の場を広げ、民俗・伝承や考古資料の調査・研究を行い、1939年には熊谷郷土会の例会で、熊谷地方の板碑について発表している 。1955年、埼玉考古学会を創設に加わり、1968年まで副会長をつとめたほか、埼玉県文化財専門調査委員、埼玉県文化財保護審議委員などの任にもあった。1966年、「学校教育に携わり、また公民館の施設充実をはかって、社会教育に尽くした。」として勲五等瑞宝章受章。1971年、文化財保護法施行二十周年にあたり、長年、文化財保護に功労のあった者として文化財功労者 の顕彰を受ける。同年、熊谷市文化功労者。